# Alun Evans (Fußballspieler, 1949)
Alun William Evans (* 30. April 1949 in Kidderminster, England) ist ein ehemaliger englischer Fußballspieler. Seine erfolgreichste Zeit hatte er von 1968 bis 1972 beim FC Liverpool. Er leistete aber auch Pionierarbeit und war sowohl 1967 in den USA als auch ab 1978 in Australien als jeweils einer der ersten Spieler in den dortigen neugegründeten Profiligen aktiv.

## Karriere
Evans begann seine Profikarriere bei den Wolverhampton Wanderers. In der Saison 1967/68 stieß er zur ersten Mannschaft der Wolves, die gerade in die Football League First Division, der damals höchsten englischen Liga, aufgestiegen waren.
Bereits im Sommer 1967 war er mit Teilen seines Teams der Wolverhampton Wanderers zu einem Gastspiel in den USA, wo sie unter dem Namen Los Angeles Wolves an der neugegründeten Profiliga der United Soccer Association teilnahmen. Nachdem die Wolves die Vorrunde der Western Division als Tabellenführer abschlossen, trafen sie am 14. Juli 1967 im Endspiel auf die Washington Whips, die aus den Spielern des schottischen Klubs FC Aberdeen bestanden. Die Wolves gewannen das Endspiel nach Verlängerung mit 6:5 und sicherten sich damit den ersten und einzigen Titel dieser Liga, die am Ende der Saison durch eine Fusion zur North American Soccer League wurde.
Nach nur einer Saison in Wolverhampton schloss sich Evans 1968 dem FC Liverpool an. Die Ablösesumme von 100.000 Pfund machte ihn zum teuersten Nachwuchsspieler in Großbritannien. Am 21. September 1968 debütierte Evans im Ligaspiel gegen Leicester City und konnte beim 4:0-Erfolg auch seinen ersten Treffer erzielen. In seiner ersten Saison in Liverpool absolvierte er 33 Partien, in denen er sieben Mal traf. Am Ende der Saison 1968/69 wurden die Reds Vizemeister hinter Leeds United. Nach einer schwächeren Spielzeit 1969/70, zeigte Evans zu Beginn der Saison 1970/71 wieder bessere Leistungen, bis er aufgrund von Verletzungspech seinen Stammplatz verlor. Neben einer schweren Verletzung, die er im November 1970 in einem Spiel gegen Dinamo Bukarest erlitt und die in zu einer viermonatigen Pause zwang, wurde er ebenfalls schwer im Gesicht verwundet, als er in einem Nachtclub in Wolverhampton mit einem Glas angegriffen wurde. Evans musste mit 70 Stichen genäht werden und behielt einige Narben zurück.
Erst gegen Ende der Saison kehrte er zurück ins Team, wo er sich im Viertelfinale des Messepokals – dem Vorgängerwettbewerb des UEFA-Cups – eindrucksvoll zurückmeldete. Beim 3:0-Hinspielsieg gegen den FC Bayern München schoss er alle drei Tore und legte somit den Grundstein für das Erreichen des Halbfinales, in dem sich der FC Liverpool jedoch gegen den späteren Sieger Leeds United geschlagen geben musste. Auch im Halbfinale des FA Cups gegen den Lokalrivalen FC Everton erzielte Evans einen wichtigen Treffer, der den Einzug ins Finale bedeutete. Vor 100.000 Zuschauern im Londoner Wembley-Stadion unterlagen die Reds jedoch mit 2:1 nach Verlängerung gegen den FC Arsenal. Weil Arsenal auch die Meisterschaft gewann, nahm der FC Liverpool in der Folgesaison am Europapokal der Pokalsieger teil. Im Achtelfinale trafen sie erneut auf den deutschen Pokalsieger FC Bayern München. Bei der 1:3-Niederlage im Rückspiel gelang Evans der zwischenzeitliche Anschlusstreffer zum 1:2 mit einem sehenswerten Drehschuss aus 16 Metern, welcher in Deutschland zum Tor des Monats im November 1971 gewählt wurde. Nach der Verpflichtung von Kevin Keegan machte Evans allerdings in der Runde 1971/72 nur noch wenige Spiele, so dass er den Verein schließlich 1972 nach 111 Pflichtspieleinsätzen verließ.
Sein Ziel war der Klub Aston Villa, der zu dem Zeitpunkt in der Football League Second Division spielte. Evans spielte zweieinhalb Jahre in der zweiten Liga für die Villans und gewann 1975 den League Cup durch einen 1:0-Erfolg im Finale gegen Norwich City. Im Dezember 1975 wechselte er zum Drittligisten FC Walsall in die Football League Third Division. Nur fünf Monate nach seinem Wechsel gelang Aston Villa der Wiederaufstieg in die erste Liga. Evans jedoch blieb bis 1978 in Walsall.
Zum Abschluss seiner Karriere wechselte Evans noch einmal nach Australien. Dort spielte er zunächst von 1978 bis 1982 fünf Spielzeiten für South Melbourne FC in der National Soccer League. Der Klub, der in den 1960ern und 1970ern regelmäßig die Staatsmeisterschaft von Victoria gewonnen hatte, hatte in der erst 1977 neugegründeten ersten landesweiten Liga zunächst Anpassungsschwierigkeiten und wurde 1979 Tabellenletzter. In den folgenden Jahren setzte sich der Klub aus Melbourne mit Evans Hilfe jedoch in der Spitzengruppe fest und konnte 1984 erstmals die Meisterschaft feiern. Da hatte Evans nach einem einjährigen Intermezzo bei den Morwell Falcons im Jahr 1983 jedoch bereits seine Karriere wegen eines Beinbruchs beendet.
Weil er in Australien seine Frau kennengelernt hatte, blieb Evans auch nach seinem Karriereende dort und ließ sich in Melbourne nieder. Er hielt sich mit Nebenjobs über Wasser und arbeitete nebenbei als Maler und Dekorateur. Evans hat zwei Söhne und eine Tochter.

## Erfolge
- Meister der United Soccer Association: 1967
- League-Cup-Gewinner: 1975
- Englischer Vizemeister: 1969
- Finalist des FA Cup: 1971
- Tor des Monats: November 1971